# Альтман, Карл Фёдорович
Карл Фёдорович Альтман (1840—после 1916) — российский архитектор. Автор ряда зданий в Санкт-Петербурге.

## Биография
В 1857 году начал обучение в Императорской академии художеств. За время обучения получил малую (1863) и большую (1865) серебряные медали. В 1866 году окончил курс со званием классного художника 3 степени.
Служил в СПб. губернаторстве и губернском правлении (1868—1873). В 1873 году после преобразования строительной части в Петербурге уволен от службы. В том же году занял должность архитектора отделения для малолетних Николаевского сиротского института. Член Петербургского общества архитекторов (с 1874), занимал должность хранителя музея общества (с 1875).

## Проекты и постройки
- Производственное здание селитренного завода. Кожевенная линия, 36, двор (1886, 1893)[1];
- Особняк Г. К. Мессонье (частичная перестройка). Кожевенная линия, 38 (1887; не сохранился)[1][5];
- Комплекс построек механического завода Р. Круга. Производственные корпуса. Набережная Смоленки, 19-21 (1900-е)[6];
- Доходный дом. 5-я Советская улица, 35 — Дегтярная улица, 11 (1893, 1898; надстроен)[1][7];
- Доходный дом. 14-я линия ВО, 99 (1900)[1][8]
- Одноэтажный торговый павильон. 10-я линия ВО, 29 (1912; не сохранился)[9][10].